# زاهر الغافري
زاهر الغافري، أحد كُتاب قصيدة النثر من سلطنة عمان، ولد في عام 1956، انتسب إلى جامعة محمد الخامس بالرباط، قسم الفلسفة، أثرى حراك الشعر العربي بأكثر من «12 مجموعة شعرية» على امتداد تجربته الشعرية التي امتدت ما يزيد ربع قرن، تُرجمت بعض أعماله إلى اللغات الأجنبية ومنها «الإسبانية والصينية» وغيرها،

## سيرته المهنية
الغافري شاعر الترحال والوطن، عماني المنبت، تُرجمت بعض أعماله إلى الإسبانية والإنجليزية والألمانية والسويدية والفارسية والهندية والصينية، تتلمذ على معارف "الشعر الجاهلي" في قريته "سرور ونفعا" وكتب بعد ذلك "الشعر الكلاسيكي"، طاف أقاصي البلاد باكراً، فبدأت هجرته الأولى إلى بغداد في عام 1968 ولعشر سنوات متواصلة، كان ذلك بسبب الدراسة بالمقام الأول، فكانت الوثبة الحقيقية له حين تعرف على بدر شاكر السياب ومحمود البريكان شعرياً، حينها بلغ ناصية الشعر، وبعد ذلك قصد المغرب وتوغل في البعد أكثر إلى قارة العجوز نحو الشمال الغربي "باريس" ولندن ثم نيويورك ومالمو في السويد إلى أخر القائمة، احتك بشعرائهم واقتحم الأمكنة كمكاتبهم ومسارحهم الثقافية، فاختط كوناً لغوياً حداثياً، عبر رحلة مديدة مع الجغرافيا والناس، رجع إلى كينونته ووجوده الأول، حنينه الدائم إلى مكانه العماني وحتى الآن.
بالرغم من أعماله الشعرية التي تحمل نكهة الأمكنة التي أقام بها، ظل ظلال جبال وحجارة الوادي وقلاع عُمان وعوالم طفولته وأوجاعها حاضرة في ثنايا نصوصه الشعرية: «تمشي على حافة العالم/ لتصل إلى الوديان التي أضعتها/ في طريقك تشع الحجارة/ كذهب الذكرى/الرحلة طويلة للغاية/ الريح تتبع تلويحة اليد/ واليأس يضيء/ عينيك الحالمتين/ بالنجوم» وغيره الكثير، وُيلحظ أن الشاعر يستحسن أن تحمل عناوين إطاره الشعري بطابع مختلف بعيداً عن النمطية والاستهلاكية التقليدية.
يرأس الغافري «مجلة البرواز» العمانية المعنية بالفنون البصرية المعنية، نشر عدة نصوص شعرية ظهرت في أغلب المجلات الثقافية في القُطر العربي منها: «مجلة إضاءة 77» المصرية، و«مجلة مهماز النقطة»، التي أصدرها عبد القادر الجنابي في باريس، و«مجلة كلمات البحرينية» و«مجلة مواقف» اللبنانية بعنوان «حدائق هيراقليط»، وبات الغافري اسماً حاضراً في أغلب المهرجانات والفعاليات الشعرية العربية وحتى الدولية «كمهرجان سيدي بوسعيد للشعر العالمي» في تونس، «ومهرجان ميزوبوتاميا الدولي» في هولندا والقائمة تطول، ويُذكر أن له اهتمامات في السينما الطليعية والفنون التشكيلية.

## مدّوناته الشعرية
- (1983)، «أظلاف بيضاء»: باريس
- (1991)، «الصمت يأتي إلى الاعتراف»: كولونيا
- (1993)، «عزلة تفيض عن الليل»: مسقط
- (2000)، «أزهار في بئر»: دار منشورات الجمل، كولونيا
- (2006)، «ظلال بلون المياه»: دار المدى للطباعة والنشر والتوزيع
- (2008)، «كلما ظهر ملاك في القلعة»: مؤسسة الانتشار العربي
- (2013)، «المجموعات الخمس»: دار نينوى للدراسات والنشر والتوزيع
- (2017)، «حياة واحدة وسلالم كثيرة»: مسعى للنشر والتوزيع
- (2018)، «في كل أرض بئر تحلم بالحديقة»: مؤسسة عمان للصحافة والنشر والتوزيع[10]
- (2020)، «حجرة النوم»: دارالعائدون للنشر

## الوفاة
توفي في السويد في 21 سبتمبر 2024.

## جوائزه
جائزة «كيكا» للشعر عن قصيدته "غريب بين نهرين"، 2008